# Eugène Devéria

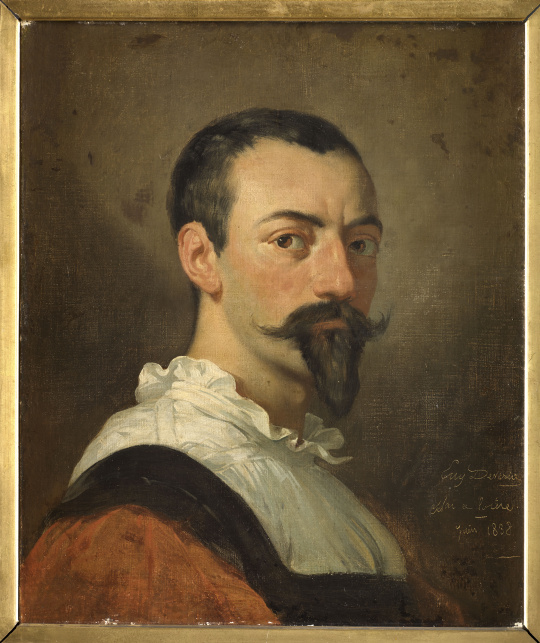
Eugène Devéria

Eugène Francois Marie Joseph Devéria, född 22 april 1805, död [3 februari 1865, var en fransk konstnär. Han var bror till Achille Devéria.
Liksom sin bror var han lärjunge till Anne Louis Girodet-Trioson och Guillaume Guillon Lethière. Som 22-åring målade han den stora Henrik IV:s födelse, som förvärvades av franska staten och placerades på Louvren. Efter 1830 tillkom på uppdrag av Ludvig Filip I av Frankrike en rad monumentalskulpturer för historiska museet i Versailles.